# MetLife Stadium
Le MetLife Stadium (anciennement New Meadowlands Stadium) est un stade de football américain du Grand New York. Il fait partie du MetLife Sports Complex, situé à East Rutherford dans le New Jersey, à l'ouest de la ville de New York.
Depuis 2010, c’est le domicile des Giants de New York et des Jets de New York de la National Football League. Il est adjacent au site de l'ancien Giants Stadium (démoli en 2010), qui fut lui aussi le terrain de jeu des deux équipes. Le stade accueillera en 2026 la prochaine finale de la Coupe du monde de football.
Le MetLife Stadium dispose d'une capacité de 82 500 places avec 218 suites de luxe et 10 005 sièges de club.

## Événements
- Inside Lacrosse Big City Classic (Crosse), 2010 à 2012
- Concerts de Bon Jovi, 26, 27 et 29 mai 2010
- Gold Cup 2011
- Concert de U2 (U2 360° Tour), 20 juillet 2011
- WWE WrestleMania XXIX, 7 avril 2013
- Super Bowl XLVIII, 2 février 2014
- Championnat américain de supercross, depuis 2014
- One Direction (Where We Are Tour), 4 et 5 août 2014
- Eminem et Rihanna (The Monster Tour), 16 et 17 août 2014
- Gold Cup 2015
- One Direction (On the Road Again Tour), 5 août 2015
- Matchs de la Copa América Centenario dont la finale, juin 2016
- Concerts de Guns N' Roses (Not in This Lifetime... Tour), 23 et 24 juillet 2016
- Concert de Beyoncé (The Formation World Tour), 7 octobre 2016
- WWE WrestleMania 35, 7 avril 2019
- Concerts de BTS (BTS World Tour Love Yourself: Speak Yourself), 18 et 19 mai 2019
- Concerts de Taylor Swift (The Eras Tour), 26, 27 et 28 mai 2023
- Concert de TWICE (READY TO BE Tour), 6 juillet 2023
- Concerts de Beyoncé (Renaissance World Tour), 29 et 30 juillet 2023
- Matchs de la Copa América 2024, juin-juillet 2024
- Concert de Travis Scott ( Circus Maximus Tour) 10 septembre 2024
- Concerts de Beyoncé (Cowboy Carter Tour), 22, 24, 25 et 28 mai 2025
- Concert de The Weeknd (The After Hours Til Dawn Tour), 5 juin 2025
- Finale de la Coupe du monde des clubs de la FIFA 2025, 13 juillet 2025
- WWE SummerSlam, 2 et 3 août 2025
- Breezy Bowl, Chris Brown 12 et 13 août 2025
- Finale de la Coupe du monde de football 2026, 19 juillet 2026

## Galerie

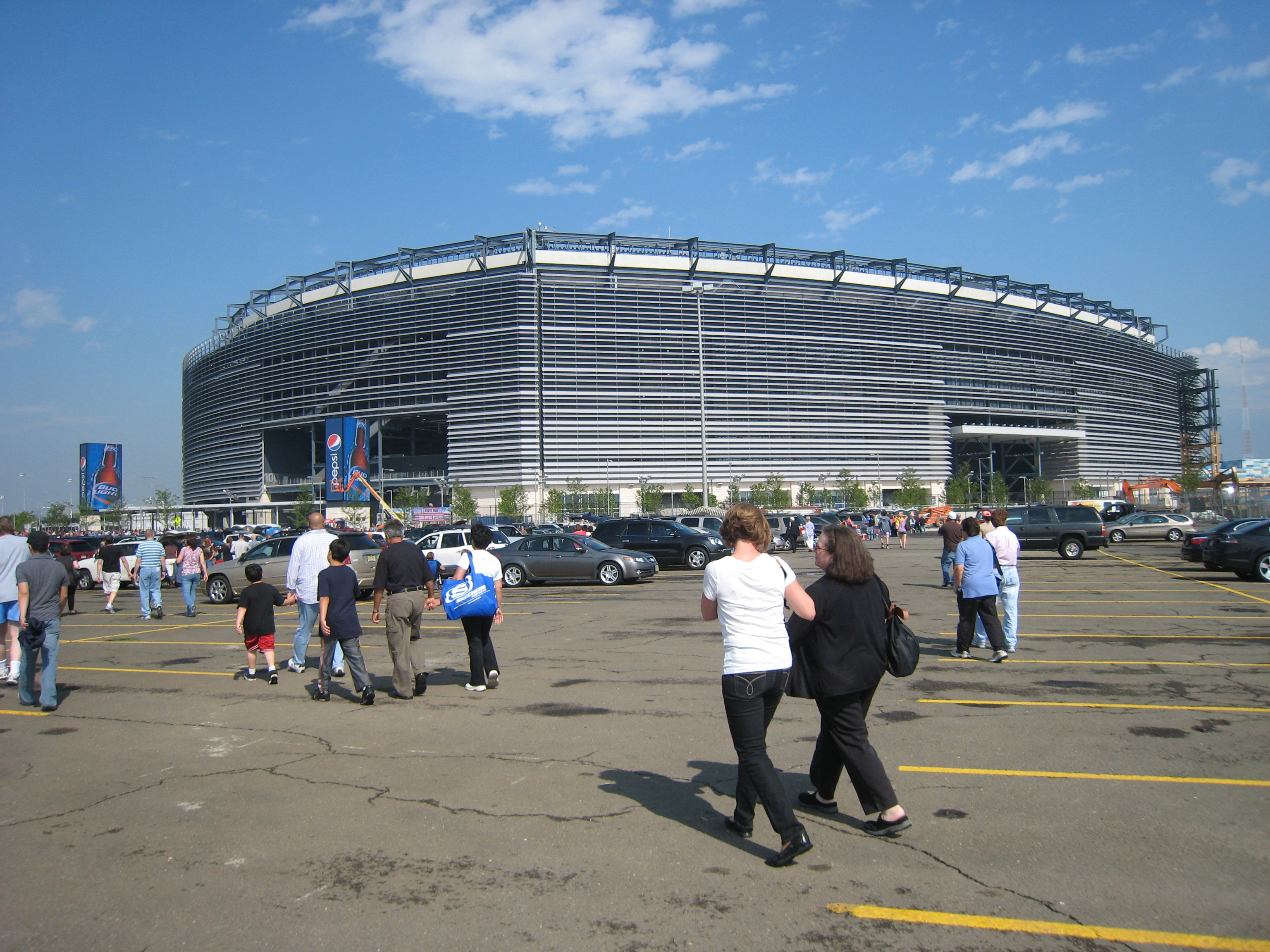
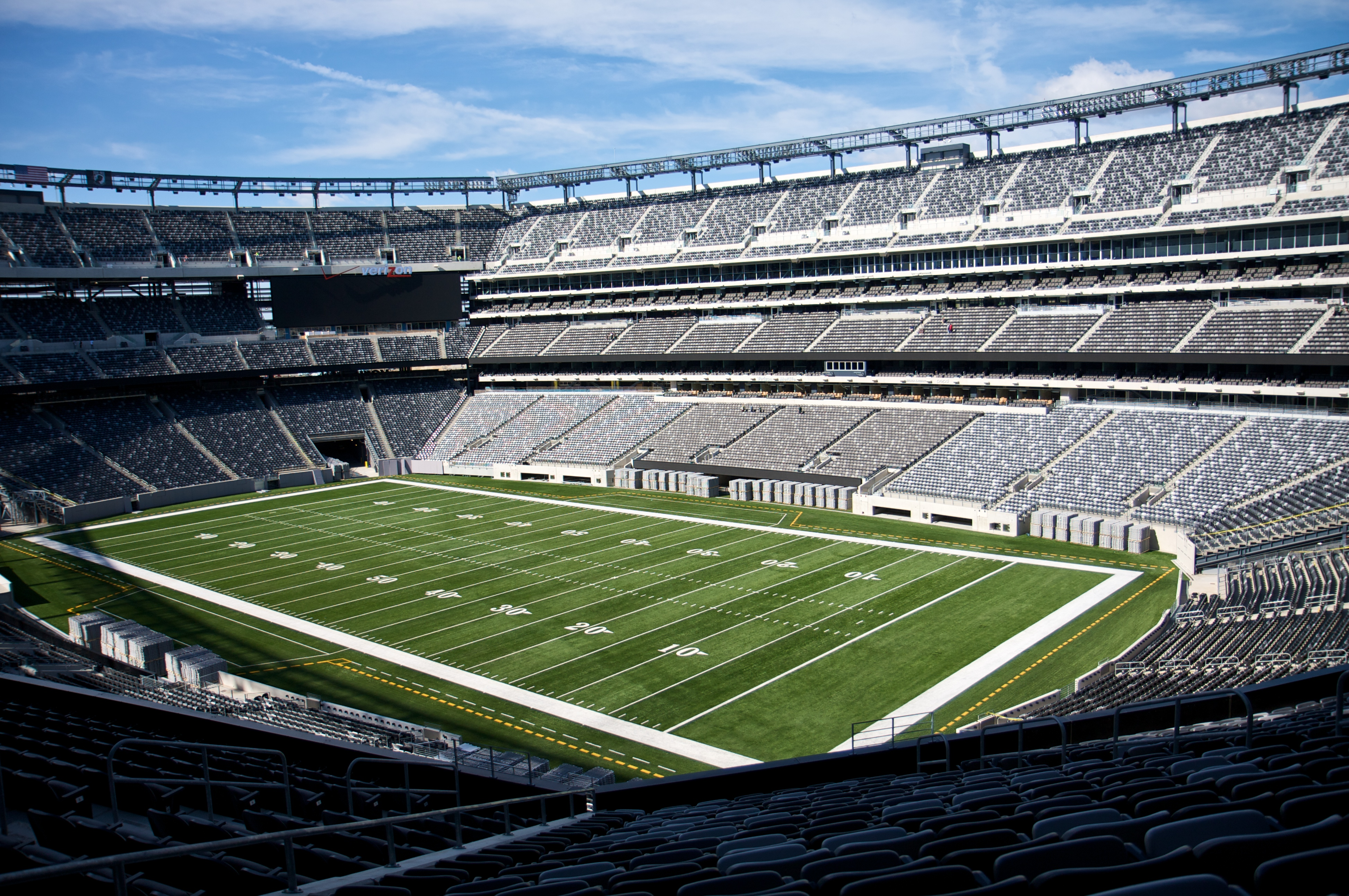
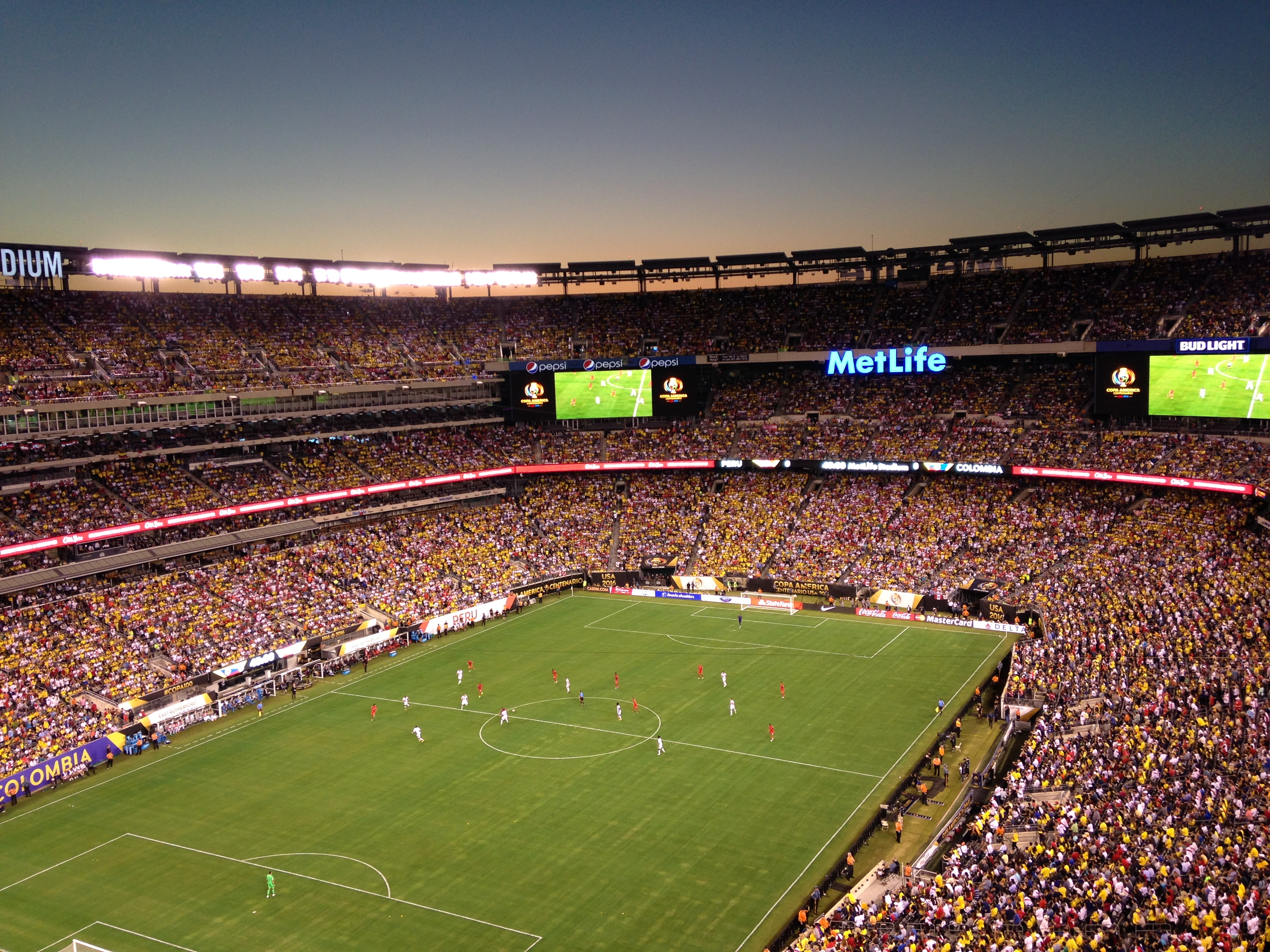
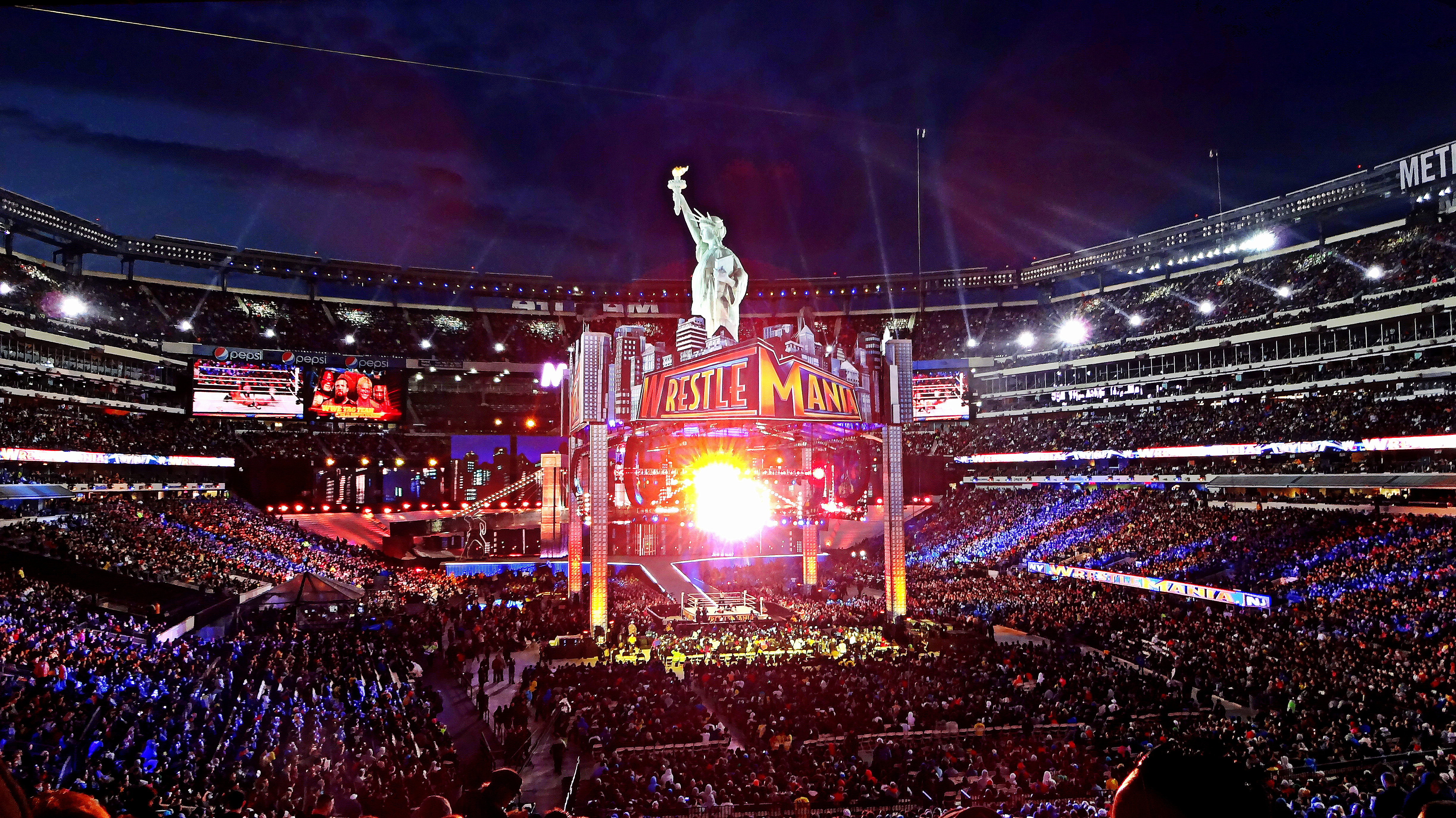
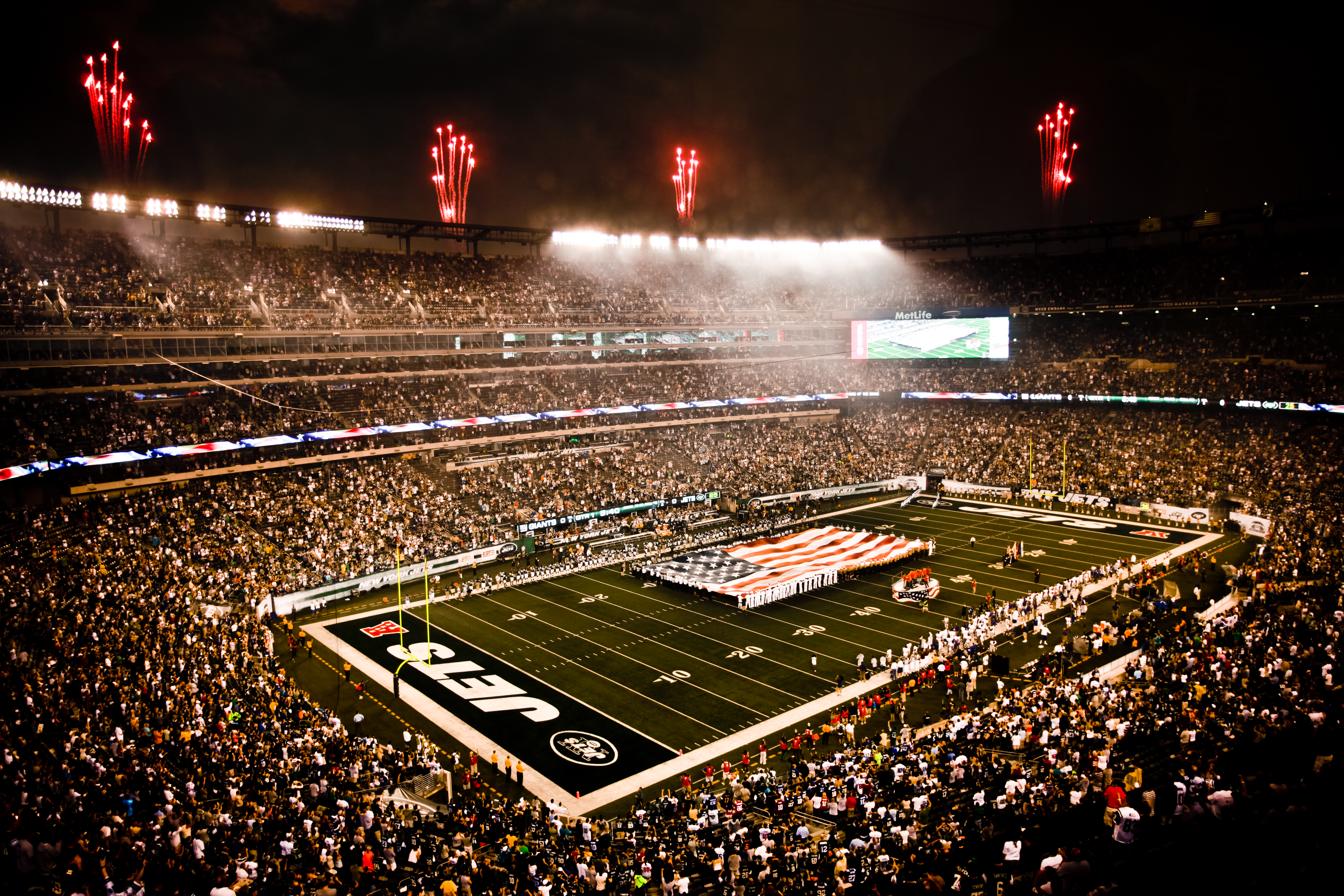
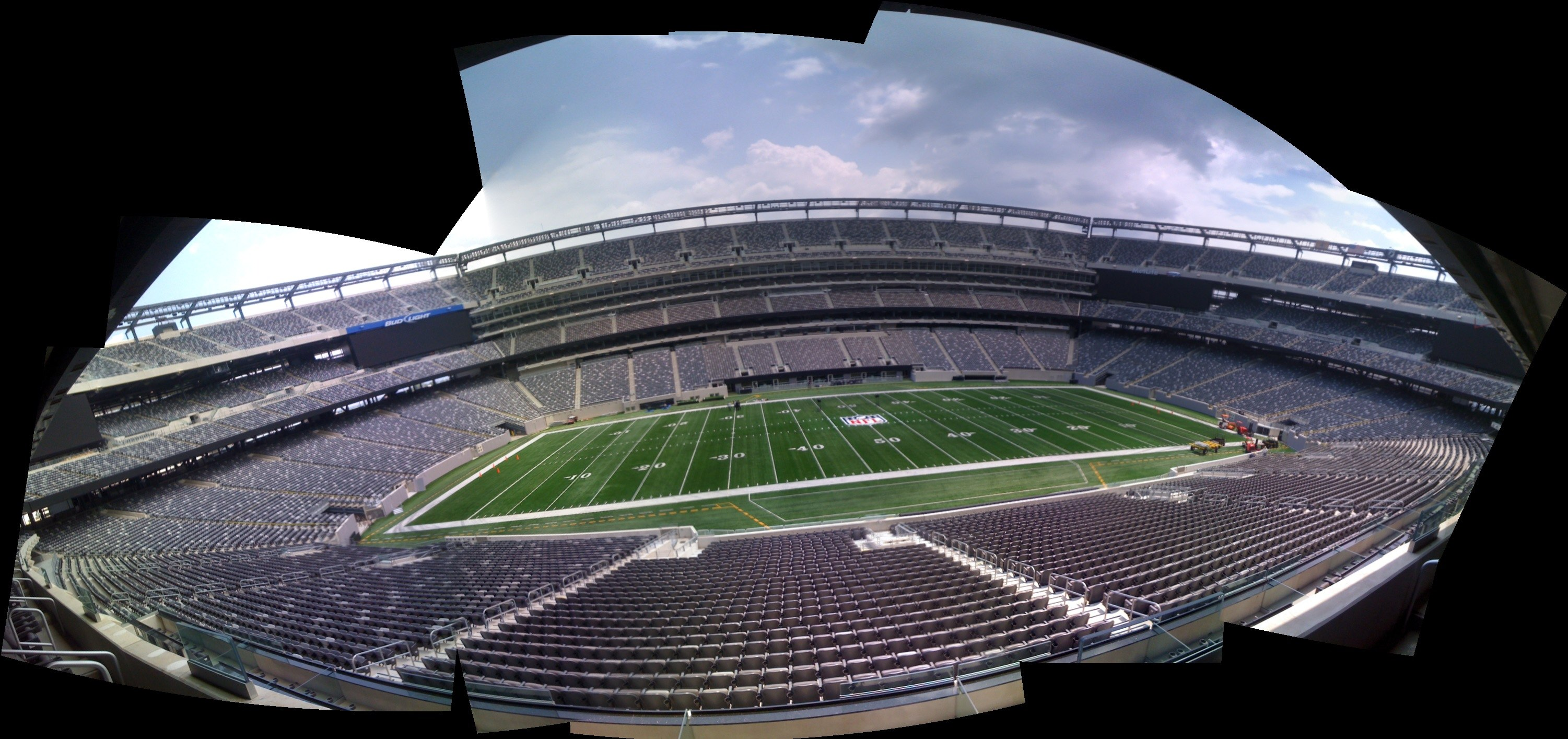
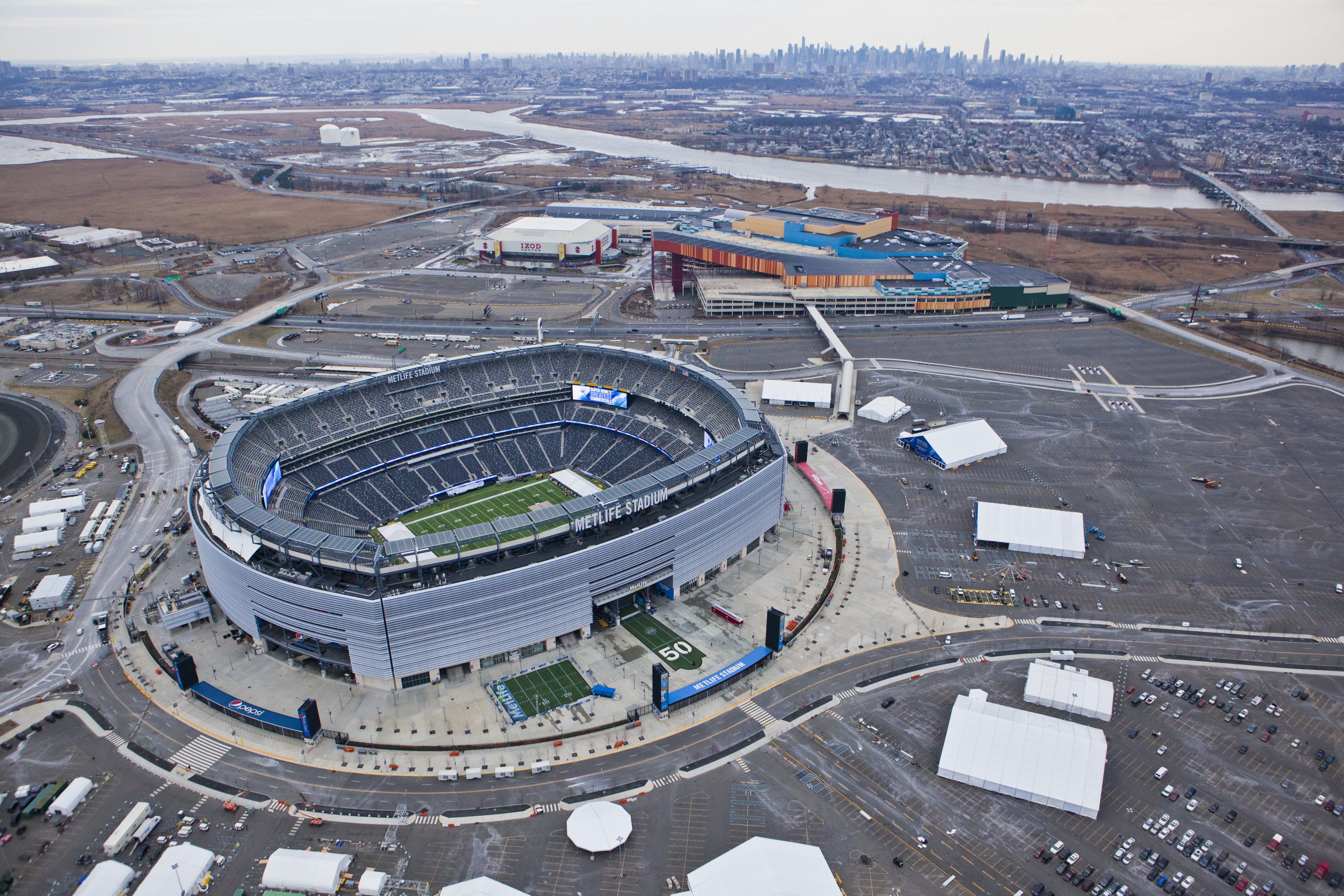
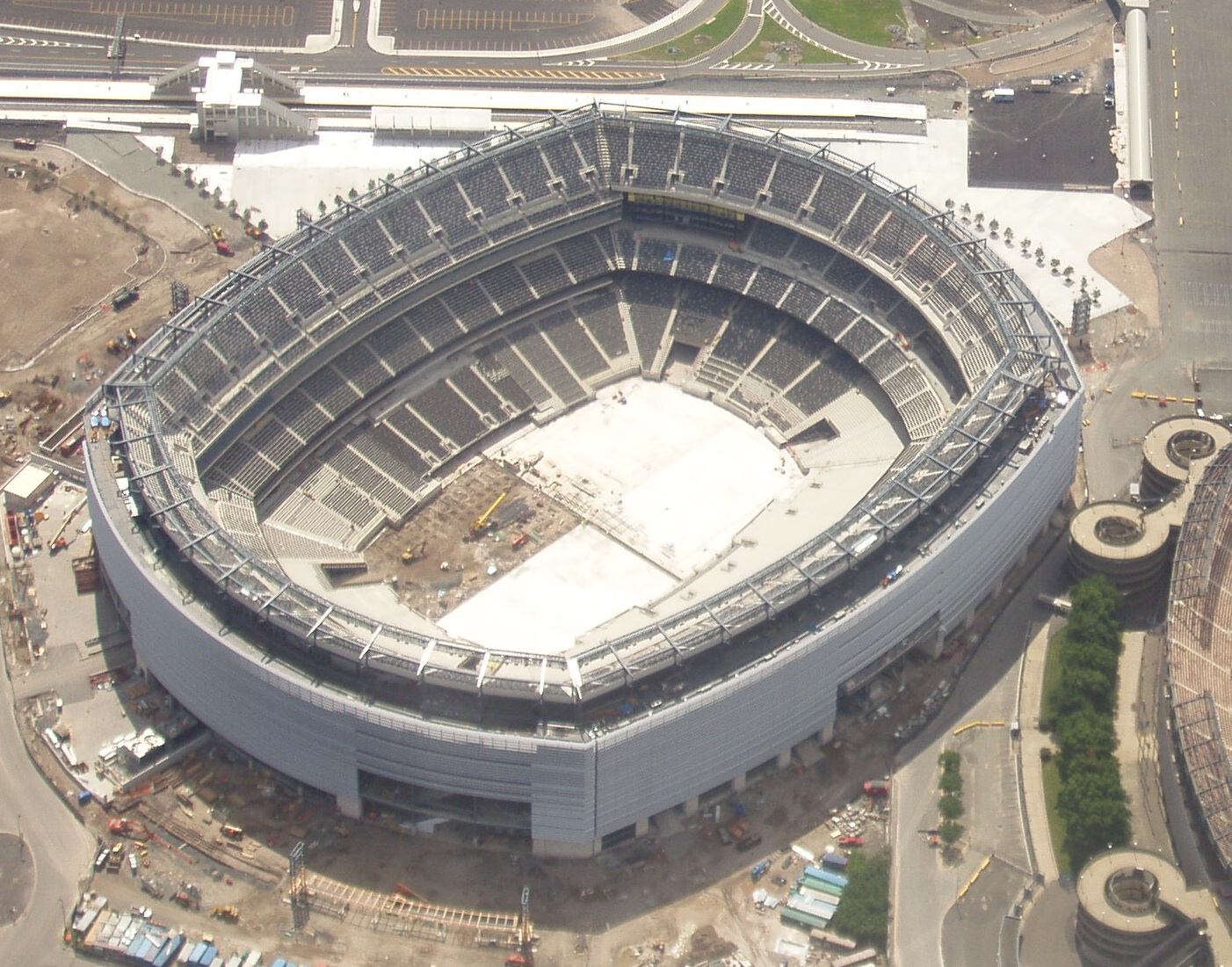
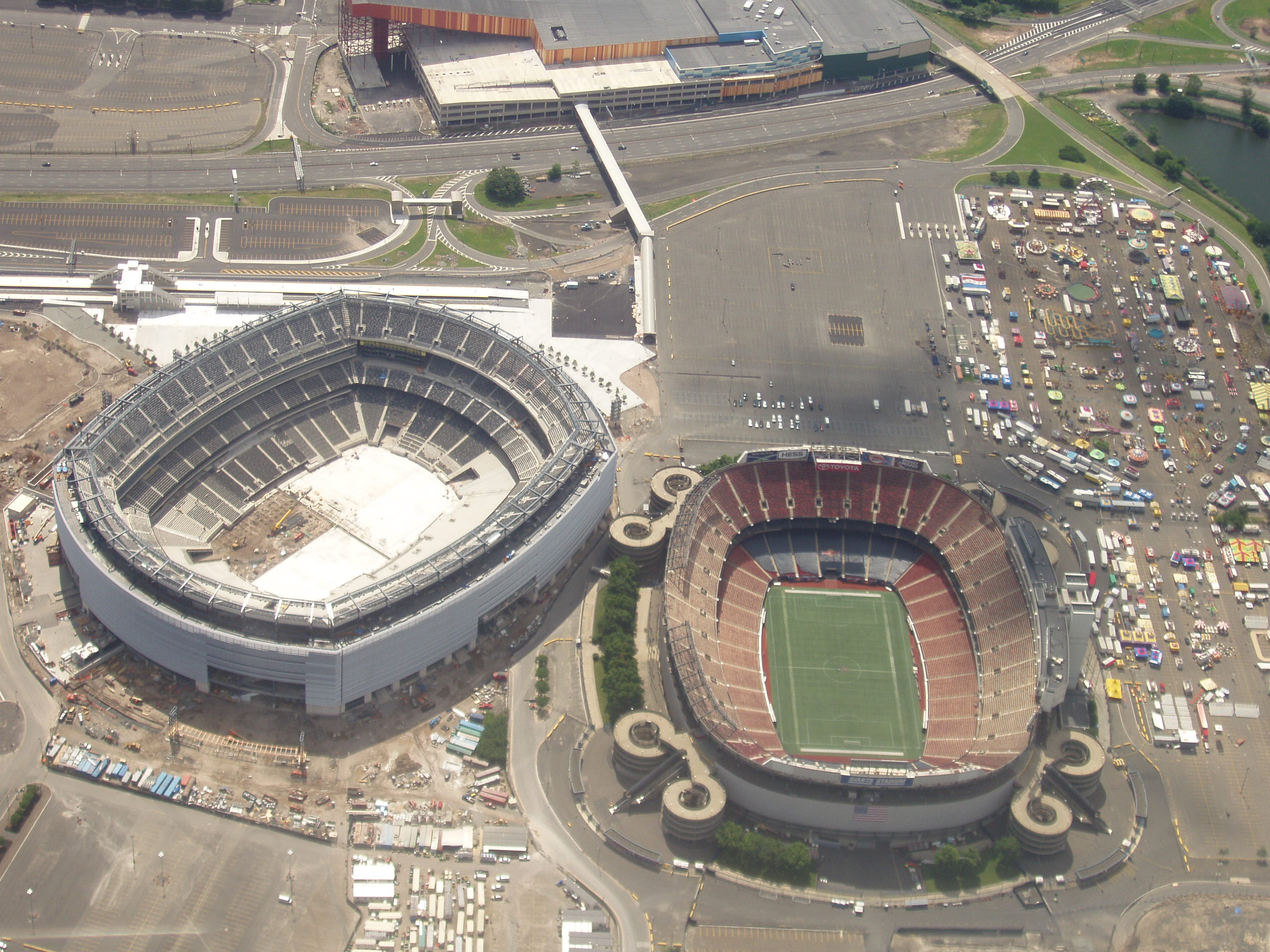